# Abella Danger
Abella Danger (ur. 19 listopada 1995 w Miami) – amerykańska aktorka pornograficzna pochodzenia żydowskiego. 

## Życiorys

### Wczesne lata
Urodziła się w Miami w południowo-wschodniej Florydzie. Wychowywała się w rodzinie żydowskiej, gdzie była cichą i zamkniętą w sobie dziewczyną. Abella straciła dziewictwo w wieku szesnastu lat ze starszym o kilka lat od siebie chłopakiem. 

### Kariera
Z przemysłem filmów dla dorosłych związała się w sierpniu 2014, w niespełna rok od ukończenia osiemnastu lat. Abella otrzymała swoje nazwisko „Danger” od mężczyzny, z którym nakręciła swoje pierwsze pięć amatorskich scen. Podobało jej się również brzmienie i znaczenie „Abella”, co w połączeniu z jej nazwiskiem oznacza „piękne niebezpieczeństwo”. Zadebiutowała w produkcji Venetian Productions dla strony internetowej BangBros. Krótko po tym, skontaktowała się z agencją w Los Angeles. Związała się z Mark Spiegler Casting and Management. Uczestniczyła w AVN Adult Entertainment Expo.
Występowała w scenach lesbijskich, analnych i międzyrasowych. Wśród znanych firm, dla których pracowała, były m.in.: Evil Angel, 3rd Degree, Digital Sin, Bang Productions, New Sensations, Jules Jordan Video i West Coast Productions. Pracowała również dla takich stron internetowych jak Mofos, Reality Kings, Naughty America czy Teen Fidelity. 
W 2016 otrzymała dwie nagrody AVN Award w dwóch kategoriach: „Najgorętsza nowicjuszka” i „Najlepsza nowa gwiazdka”. We wrześniu 2017 zajęła drugie miejsce w plebiscycie „Najlepsze młode aktorki porno 2017” (Mejores actrices porno jóvenes 2017), ogłoszonym przez hiszpański portal 20minutos.es.
Jej inspiracją w branży były: Phoenix Marie i Nikki Benz. Lubiła pracować z Manuelem Ferrarą i Jamesem Deenem, a także nad filmami reżysera Grega Lansky’ego. Danger oświadczyła, że chciałaby nakręcić scenę z udziałem Steve’a Holmesa i Manuela Ferrary.
Wystąpiła w filmie dokumentalnym Thierry’ego Demaizière i Albana Teurlaia Rocco (2016). W latach 2014–2019 pracowała dla Kink.com w scenach sadomasochistycznych, takimi jak uległość, głębokie gardło, rimming, kobieca ejakulacja, fisting analny i pochwowy, pegging, wytrysk na twarz, plucie i bicie. Były to serie Sex and Submission, Everything Butt, Device Bondage, Divine Bitches, Hogtied, Whipped Ass, czy Training Of O z Ramónem Nomarem, Michaelem Vegasem, Juanem Lucho, Mr. Pete, Tommym Pistolem, Marco Banderasem, Billem Baileyem, Xanderem Corvusem, Smallem Handsem, Owenem Grayem, Daną DeArmond, Phoenix Marie, Chanel Preston, Krissy Lynn, Dee Williams, Moną Wales, Mia Li, Zoe Parker, Savannah Fox, Nicole Ferrerą, Mistress Karą, Maitresse Madeline i Princess Donną.
Została obsadzona w filmie krótkometrażowym Belli Thorne Her & Him (2019), produkowanym przez Pornhub z serii Club Vision Director. Danger zagrała także w drugim filmie z serii I Love You. W 2019 zadebiutowała jako reżyserka filmu mofos.com Hide and Seek.
Danger śpiewała i wystąpiła w teledysku do piosenki „911” autorstwa Borgore (wyd. 19 lipca 2019) z jego albumu The Art of Gore. Wzięła udział w wideoklipie Belli Thorne i Juicy J „In You” (2021).
Jesienią 2019 otrzymała nagrodę Pornhub jako jedna z najpopularniejszych gwiazd porno wśród użytkowników. W pierwszym kwartale 2021 znalazła się na szczycie listy najlepszych gwiazd porno Adult Entertainment Broadcast Network.

## Nagrody
| Rok  | Nagroda                    | Kategoria                                               | Film                        | Inni wykonawcy |
| ---- | -------------------------- | ------------------------------------------------------- | --------------------------- | --- |
| 2015 | Spank Bank Technical Award | Najlepsza poduszka dla pchacza                          | –                           | – |
| 2016 | AVN Award                  | Nagroda fanów: Najgorętsza nowicjuszka                  | –                           | – |
| 2016 | AVN Award                  | Najlepsza nowa gwiazdka                                 | –                           | – |
| 2016 | XBIZ Award                 | Najlepsza nowa gwiazdka                                 | –                           | – |
| 2016 | XRCO Award                 | Najlepsza nowa gwiazdka                                 | –                           | – |
| 2017 | AVN Award                  | Najlepsza scena seksu analnego                          | Angel ‘n Danger (2016)      | Joanna Angel i Manuel Ferrara |
| 2017 | AVN Award                  | Najlepsza scena seksu podwójnej penetracji              | Abella (2016)               | Mick Blue i Markus Dupree |
| 2018 | Fleshbot Award             | Najlepsza scena seksu grupowego                         | Interracial Icon 4 (2017)   | Keisha Grey, Karlee Grey, Ricky Johnson i Jason Brown                                                                                                |
| 2018 | XBiz Award                 | Najlepsza scena seksu w komedii                         | Jews Love Black Cock (2017) | Joanna Angel i Isiah Maxwell |
| 2018 | XBiz Award                 | Najlepsza scena seksu gonzo                             | Fucking Flexible 2 (2016)   | Markus Dupree |
| 2018 | Nagroda portalu Pornhub    | Splash Zone – Top Squirting Performer                   | –                           | – |
| 2019 | AVN Award                  | Najbardziej epicki tyłek                                | –                           | – |
| 2019 | AVN Award                  | Najlepsza scena seksu grupowego                         | After Dark (2018)           | Tori Black, Jessa Rhodes, Mia Malkova, Kira Noir, Vicki Chase, Angela White, Ana Foxxx, Bambino, Mick Blue, Ricky Johnson, Alex Jones i Ryan Driller |
| 2019 | NightMoves Award           | Najlepszy tyłek                                         | –                           | – |
| 2019 | XRCO Award                 | Niesamowita analityczka                                 | –                           | – |
| 2019 | Nagroda portalu Pornhub    | Najlepsza gwiazda kobiet                                | –                           | – |
| 2019 | Nagroda portalu Pornhub    | Nagroda fanów: Najlepszy Instagram                      | –                           | – |
| 2019 | Nagroda portalu Pornhub    | Nagroda fanów: Najgorętszy tyłek                        | –                           | – |
| 2020 | XBIZ Award                 | Najlepsza scena seksu w parze                           | Her & Him (2019)            | Small Hands |
| 2020 | XBIZ Award                 | Najlepsza scena seksu - erotyczny temat                 | Her & Him (2019)            | Small Hands |
| 2020 | AVN Award                  | Nagroda fanów: Najbardziej epicki tyłek                 | –                           | – |
| 2020 | Nagroda portalu Pornhub    | Strefa plusk: Najlepszy tryskająca wykonawczyni         | –                           | – |
| 2021 | AVN Award                  | Najbardziej epicki tyłek                                | –                           | – |
| 2021 | Fleshbot Award             | Najlepszy tyłek                                         | –                           | – |
| 2022 | AVN Award                  | Najbardziej epicki tyłek                                | –                           | – |
| 2022 | Pornhub Award              | Najlepsza wykonawczyni seksu analnego                   | –                           | – |
| 2022 | Pornhub Award              | Nagroda przyznana w głosowaniu fanów: Najgorętszy tyłek | –                           | – |
| 2023 | AVN Award                  | Najbardziej niesamowity tyłek                           | –                           | – |
| 2023 | Pornhub Award              | Najpopularniejsza wykonawczyni                          | –                           | – |
| 2023 | Pornhub Award              | Nagroda przyznana w głosowaniu fanów: Najgorętszy tyłek | –                           | – |
| 2024 | AVN Award                  | Najbardziej niesamowity tyłek                           | –                           | – |
| 2024 | Urban X Award              | Hall of Fame (Aleja Sław)                               | –                           | – |
| 2024 | Pornhub Award              | Najgorętszy tyłek                                       | –                           | – |
| 2025 | AVN Award                  | Nagroda fanów: najbardziej niesamowity tyłek            | –                           | – |